# Јозеф Франтишек
Наредник Јозеф Франтишек (чеш. Josef František; Отаславице, 7. октобар 1914 — Евел, 8. октобар 1940) је био чешки пилот ловац који се током Другог светског рата као припадик пољског, француског и британског ратног ваздухопловства борио против Немаца. Током Битке за Британију са 17 ваздушних победа, био је најуспешнији пилот-ловац Британског краљевског ратног ваздухопловства због чега се сврстава у британске ловачке асове.
Јозеф Франтишек је 1936. године приступио Чешком ратном ваздухопловству. Након завршене обуке за пилота-ловца, 1938. године распоређен је у 40. ловачку ескадрилу стационирану на аеродрому у близини Прага. Због немачке окупације Чехословачке која је почела 15. марта 1939. године, бежи заједно са другим пилотима у Пољску. Највећи број избеглих чешких пилота отишао је даље у Француску али је Франтишек заједно са још неколико колега одлучио да остане у Пољском ратном ваздухопловству и да се супротстави Немцима.
О његовим активностима током немачког напада на Пољску у септембру 1939. године не зна се пуно. По неким изворима летео је на ненаоружаном извиђачком авиону РВД-8, док је по другим изворима током кампање летео на ловачком авиону. Тврди се чак и да је 19. и 20. септембра напао немачке оклопне колоне бацајући из авиона ручне гранате. Сматра се да је током пољске кампање постигао три ваздушне победе, иако то није потврђено. Оборен је 20. септембра али га је спасила друга пољска посада која је слетела поред остатака његовог авиона. 22. септембра наређено му је да са остатком своје јединице прелети у Румунију. Као и многи други пољски ваздухопловци успео је да побегне из логора у Руминији и да октобра 1939. године стигне у Француску.
Јозеф Франтишек је у Француској одлучио да остане у саставу пољске јединице уместо да се придружи чехословачким пилотима који су летели у склопу Француског ратног ваздухопловства (верује се да је на ову одлуку утицао његов сукоб са чехословачким официром који је наредио да се Франтишек притвори због непослушности). Не постоје тачне информације о томе да ли је учествовао у ваздушним борбама током немачког напада на Француску као ни да ли је постигао неке ваздушне победе. Иако не постоје званични француски документи који то потврђују неколико сведока је тврдило да је током немачког напада на Француску Јозеф Франтишек постигао 11 ваздушних победа али под другим именом.
После пада Француске Франтишек је побегао у Британију где је додељен 303. пољској ескадрили стационираној у Нортхолту. Ескадрила је била опремљена британским ловачким авионима Хокер харикен. Ескадрила се прикључила ваздушним борбама у завршној фази Битке за Британију. Прву ваздушну победу Јозеф Франтишек је постигао 2. септембра 1940. године када је оборио немачки Месершмит Ме-109Е. Током септембра месеца постигао је 17 потврђених и 1 непотврђену ваздушну победу поставши најуспешнији британски пилот-ловац током Битке за Британију. Није признавао ауторитет због чега је често долазио у сукоб са претпостављеним старешинама. Међутим, његова пилотска вештина је убрзо дошла до изражаја због чега му је дозвољено да лети као гост ескадриле. Често је у акције полазио сам и у више случајева је ступао у борбу са надмоћним непријатељским снагама успевши да из њих изађе као победник. Невероватна упорност и истрајност са којом је гонио непријатеља није забележена током битке за Британију. Своју последњу ваздушну победу постигао је 30. септембра 1940. год.
8. октобра 1940. године. Франтишеков Хокер харикен се током патроле срушио код места Евел (Ewell) у Сарију. Разлози за пад његовог авиона нису познати. Постоје две претпоставке о узроку његове смрти. По једној Франтишек је непосредно пре погибије изводио акробације како би импресионирао своју девојку. Друга, вероватнија претпоставка је да је борбени замор узео свој данак. Два или више борбених летова дневно и честе ваздушне борбе имале су за последицу хронични умор и пад концентрације који је највероватнији узрок Франтишекове погибије. Сахрањен је на Пољском војном гробљу. Поред многих одликовања био је први страни пилот који је оликован британском медаљом за изузетне летачке заслуге.